# I Giuochi d'Agrigento
I Giuochi d'Agrigento és una òpera composta per Giovanni Paisiello sobre un llibret d'Alessandro Pepoli amb la qual va ser inaugurada el 16 de maig de 1792 La Fenice després de la seva reconstrucció. El castrato Gaspare Pacchiarotti va liderar el repartiment. La trama se centra en els jocs a l'antic Agrigent, a Sicília.

## Enregistraments
- 2008 Eraclide (Marcello Nardis), Clearco (Razek François Bitar), Aspasia (Maria Laura Martonana), Egesta (Mara Lanfranchi), Cleone (Vincenzo Taormina), Filosseno (Nicola Amodio), Elpenore (Vladimer Mebonia), Deifile (Dolores Carlucci). Coro Slovacco di Bratislava. Orquestra Internazionale d'Italia, Giovanni Battista Rigon (director) Dynamic 531/1-2 [2CDs][2]